# Deni Gasperov
Deni Gasperov (* 7. Juli 1986 in Rijeka, Jugoslawien) ist ein Handballspieler mit österreichischer Staatsbürgerschaft.

## Karriere
Gasperov war in der Saison 2005/06 für den UHK Krems im EHF Challenge Cup, und damit in einem internationalen Bewerb, gemeldet. Der Rückraumspieler lief allerdings in keinem Match für die Niederösterreicher auf. 2007/08 lief der Rechtshänder für den HC Shoppingcity Seiersberg Grazhoppers in der Handball Bundesliga Austria auf. 2007/08 wechselte Gasperov zum Ligakonkurrenten Union Leoben. Für die Saison 2009/10 wurde er vom Alpla HC Hard verpflichtet und lief damit erstmals in der Handball Liga Austria auf. Der Vertrag wurde allerdings bereits im Dezember 2009 einvernehmlich aufgelöst da Gasperov zu wenig Perspektive für sich sah. Den Rest der Saison spielte der Rechtshänder dann für
UHC blueCard Stockerau in der zweiten Liga. Die nächsten zwei Jahre spielte Gasperov wieder in Graz. Von 2012/13 bis 2016/17 war der Rückraumakteur beim HC Bruck unter Vertrag. Mit den Steirern schaffte Gasperov in der Saison 2014/15 den Aufstieg in die Handball Liga Austria. Von 2017/18 bis 2020/21 lief er für die HSG Bärnbach/Köflach auf, mit welcher Gasperov 2018/19 ebenfalls den Aufstieg in die Erstklassigkeit geschafft hat. Seit der Saison 2021/22 läuft Gasperov für HIB Graz auf.

## Saisonbilanzen

### HLA
| 2008/09   | Union Leoben                                                    | HLA                                                             | 128                                                             | 3/6                                                             | 125                                                             |                                                                 |                                                                 |                                                                 |                                                                 |                                                                 |
| 2009/10   | Alpla HC Hard                                                   | HLA                                                             | 4                                                               | 0/0                                                             | 4                                                               |                                                                 |                                                                 |                                                                 |                                                                 |                                                                 |
| 2015/16   | HC Bruck                                                        | HBA                                                             | 108                                                             | 0/0                                                             | 108                                                             |                                                                 |                                                                 |                                                                 |                                                                 |                                                                 |
| 2016/17   | HC Bruck                                                        | HLA                                                             | 92                                                              | 3/4                                                             | 89                                                              |                                                                 |                                                                 |                                                                 |                                                                 |                                                                 |
| 2019/20   | Saison aufgrund der COVID-19-Pandemie in Österreich abgebrochen | Saison aufgrund der COVID-19-Pandemie in Österreich abgebrochen | Saison aufgrund der COVID-19-Pandemie in Österreich abgebrochen | Saison aufgrund der COVID-19-Pandemie in Österreich abgebrochen | Saison aufgrund der COVID-19-Pandemie in Österreich abgebrochen | Saison aufgrund der COVID-19-Pandemie in Österreich abgebrochen | Saison aufgrund der COVID-19-Pandemie in Österreich abgebrochen | Saison aufgrund der COVID-19-Pandemie in Österreich abgebrochen | Saison aufgrund der COVID-19-Pandemie in Österreich abgebrochen | Saison aufgrund der COVID-19-Pandemie in Österreich abgebrochen |
| 2020/21   | HSG Bärnbach/Köflach                                            | HLA                                                             | 53                                                              | 11/12                                                           | 42                                                              |                                                                 |                                                                 |                                                                 |                                                                 |                                                                 |
| 2008–2021 | gesamt                                                          | HLA                                                             | 385                                                             | 17/22 (77 %)                                                    | 368                                                             |                                                                 |                                                                 |                                                                 |                                                                 |                                                                 |

### HBA
| Saison    | Verein                                 | Spielklasse | Tore | 7-Meter      | Feldtore |
| --------- | -------------------------------------- | ----------- | ---- | ------------ | -------- |
| 2009/10   | UHC blueCard Stockerau                 | HBA         | 94   | 1/1          | 93       |
| 2010/11   | HC Shoppingcity Seiersberg Grazhoppers | HBA         | 172  | 8/17         | 164      |
| 2011/12   | HC Shoppingcity Seiersberg Grazhoppers | HBA         | 168  | 1/1          | 167      |
| 2012/13   | HC Bruck                               | HBA         | 151  | 0/0          | 151      |
| 2013/14   | HC Bruck                               | HBA         | 24   | 0/0          | 24       |
| 2014/15   | HC Bruck                               | HBA         | 155  | 3/3          | 152      |
| 2009–2015 | gesamt                                 | HBA         | 764  | 13/22 (59 %) | 751      |

## Erfolge
- HC Bruck
  - HBA Meister 2014/15
- HSG Bärnbach/Köflach
  - Spusu Challenge Meister 2018/19